# Miyabi Kawai
Miyabi Kawai (* 30. April 1974 in Berlin) ist eine Modedesignerin, Kostümbildnerin, Stylistin und Fernsehmoderatorin.

## Leben
Miyabi Kawai, die eine japanische Mutter und einen deutschen Vater hat, absolvierte ihre Ausbildung zur staatlich geprüften Modedesignerin am Lette Verein in Berlin. Als Kreativteam für TV-Shows wie X-Factor und Got to Dance startete sie ihre Zusammenarbeit mit Manuel Cortez im Kostüm- und Stylingbereich. Die beiden waren von 2005 bis 2019 ein Paar. Ab 2014 standen sie für drei Staffeln ihrer gemeinsamen Stylingshow Schrankalarm bei VOX vor der Kamera. 2018 veröffentlichte sie zusammen mit Cortez ihr erstes Buch unter dem Titel Finde deinen Style!. 2019 folgte ihr zweites unter dem Titel Dem Meer ist es egal, ob du eine Bikinifigur hast. Seit 2019 entwirft Kawai außerdem Übergrößen-Mode für sheego, eine Marke des Schwab Versands.

## Filmografie
- 2014: Jungen gegen Mädchen (Kandidatin)
- 2014–2017: Schrankalarm (Moderatorin)

## Bücher
- Finde deinen Style! Rowohlt Verlag, Reinbek 2018, ISBN 978-3-499-63342-3
- Dem Meer ist es egal, ob du eine Bikinifigur hast Rowohlt Verlag, Hamburg 2019, ISBN 978-3-499-63457-4